# Gudala
Els gudala o godala són una tribu amaziga del grup sanhadja, que viuen al sud de Mauritània fins al riu Senegal, i prop de l'oceà Atlàntic. Al nord tenen l'Adrar on viuen altres tribus amazigues sanhadja (els lamtuna i els massufa). Foren un poble nòmada cameller amb dromedaris molt ràpids anomenats nadjib (plural nudjub). El seu assentament principal fou Naghira. A la costa capturaven tortugues i se'n menjaven la carn. Explotaven una salina a l'illa Awilil (moderna In-Wolalan).
Els gudala podrien estar vinculats a l'antiga tribu amaziga dels gètuls. Al segle xi els lamtuna exercien la supremacia entre els sanhadja però el 1034 va passar a Yahya ibn Ibrahim dels gudala que va portar del Sus a Abd-Al·lah ibn Yassín al-Ghazulí per islamitzar a la seva gent i que fou el que va originar la secta dels almoràvits. Mort Yahya, els lamtuna van recuperar l'hegemonia dirigits per Yahya ibn Úmar al-Lamtuní i a la seva mort a la batalla de Tabfarilla pel seu germà Abu Bakr ibn Úmar al-Lamtuní i els gudala es van separar dels almoràvits i es van retirar al sud. Al segle xiv vivien al sud de Saguia al-Hamra junt amb els àrabs Dhawu Hassan del grup Makil; en segles posterior es van desplaçar cap a Mauritània i com entitat tribal van desaparèixer progressivament i avui dia només resten dos grups a Mauritània.
Segons un estudi d'història d'Àfrica Occidental de 1985, l'àrea al llarg d'ambdós costats de la boca del riu Senegal era controlada pel grup d'amazics gudala. Extreuen els dipòsits de sal d'Awlil al llarg de la costa al nord de la desembocadura del Senegal, i controlen una ruta comercial que unia la costa sud del Marroc. El territori gudala vorejava el de Takrur, i les caravanes godala comerciaven la sal extreta d'Awlil al llarg de la riba nord del Senegal.